# ウラガーン級警備艦
ウラガーン級哨戒艦（ロシア語: Сторожевые корабли типа «Ураган»）とはソビエト海軍が保有していた警備艦(СКР)である。
1930年から 1935年にかけて18隻のウラガーン級警備艦が建造され、大祖国戦争と1945年に行われた日本との戦争に参加した。

## 経歴

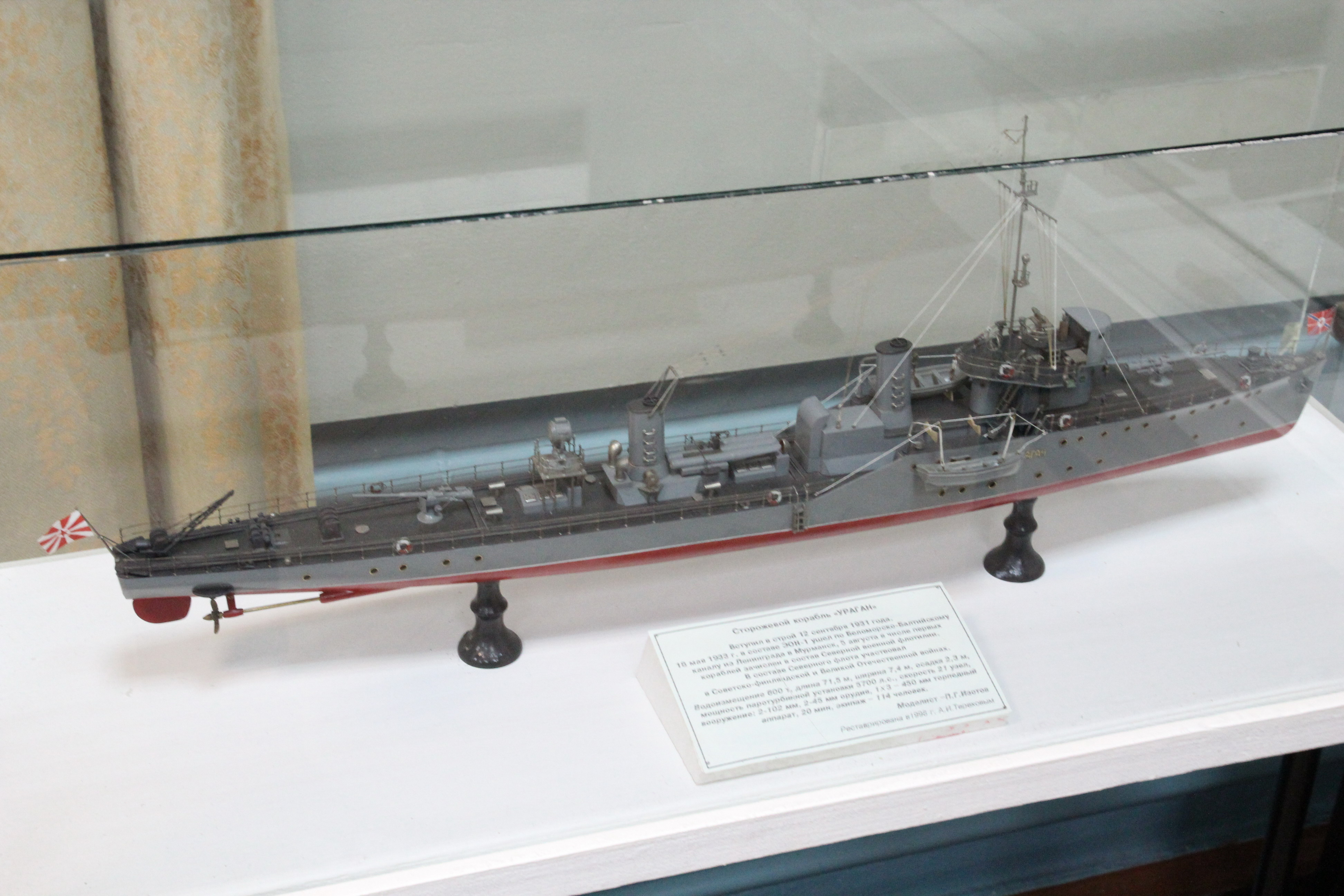
ウラガーン級哨戒艦の模型

ウラガーン級は十月革命後にソビエトの造船会社が設計し、建造した最初の水上軍艦（ソビエト初の水上艦の設計）である。哨戒・偵察、大型水上艦や輸送船団の護衛・潜水艦攻撃からの保護、敵航空機との戦闘、また必要に応じて高速トロール船として使用される予定であった。ネームシップの先頭のウラガーンは、ソビエト水上艦隊の建造を始めたパイオニアシップとしてソビエト造船史に名を残している。

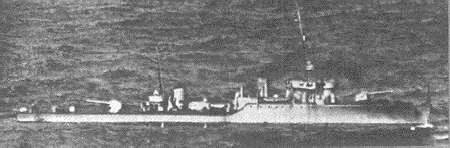
ウラガーン、1930年代

ウラガーン級の最初の8基（バルト海に6基、黒海に2基）は1926から1932年までの6年計画で建造される予定だった。最初の8隻の第1次計画「プロジェクト2」は1926年11月に労働・防衛評議会で採決され、1926年から1932年の6年間の軍艦建造計画に従って建造されることになった。1927年8月から10月にかけて起工された。バルチック艦隊のレニングラード造船所でハリケーン、タイフーン、スミヤッチ、ツィクロン、グローザ、ヴィーフリが1926年から1927年に進水した。黒海艦隊のニコラエフ造船所ではシュトルムとシュクヴァールが1928年から1931年に進水した。1930年から1932年に就役した最初の6隻は当初は乗員たちが艦名から「悪天候部門」と呼んでいた。1933年にウラガーン、タイフーン、スミヤッチが北部軍艦隊に移管された。
СКРタイプ「ウラガーン」Iシリーズ一覧（プロジェクト2）
1.ウラガーン 、造船所№ 190、北方艦隊、1949年6月5日没
2.タイフーン 、造船所№ 190、バルチック艦隊、1954年11年30日除籍
3.スミヤッチ 、造船所№ 190、北方艦隊, 海軍から除外 1948年2年28日除籍
4.ツィクロン 、造船所№ 190、バルチック艦隊、1941年8月28日除籍
5.グローザ 、造船所№ 190、北方艦隊、1952年11月12日除籍
6.ヴィーフリ 、造船所№ 190、バルチック艦隊、1941年9月22日復元、1948年4月24日除籍
7.シュトルム 、造船所№ 198、黒海艦隊、1946年1月30日除籍
8.シュクヴァール 、造船所№ 198、黒海艦隊、1952年11月12日除籍
第2次計画「プロジェクト 4」によると、IIシリーズのウラガーン型の4隻の船が 1931年から1933年に起工された。レニングラード造船所で造られたミチエーリ、ビオーガよとニコラエフスキー造船所で造られたグロム 、ゲーイゼルは太平洋艦隊用に配備するために1933年に分解された状態で鉄道で極東へ運ばれ、1934年に進水して1934年から1935年に就航した。
СКРタイプ「ウラガーン」IIシリーズ一覧（「プロジェクト4」）
9.ミチエーリ、造船所№ 190, 太平洋艦隊、1954年11月30日除籍
10.ビオーガ 、造船所№ 190,太平洋艦隊、1954年11月30日除籍
11.グロム 、造船所№ 太平洋艦隊、1954年11月30日除籍
12.ゲーイゼル 、造船所№ 198, 太平洋艦隊、1954年11月30日除籍
第3次計画「プロジェクト39」によると、1934年から1935年にかけて、レニングラード造船所で、シリーズIIIの2隻、モールニヤ、ザルニーツァ（太平洋艦隊用）、シリーズ IVの4隻プルガ、ブーリャ、スニェーク、トゥーチャ（バルティック艦隊用）を建造していた。1934-1936年進水、1935-1938年就役。
СКР型「ウラガーン」III・VIシリーズ一覧（「プロジェクト39」） 
13.モールニヤ、造船所№ 190、太平洋艦隊、1954年11月30日除籍
14.ザルニーツァ、造船所№ 190、太平洋艦隊、1954年11月30日除籍
15.プルガ、造船所№ 190、バルチック艦隊、LVF、1942年9月1日除籍
16.ブーリャ、造船所№ 190、バルチック艦隊、1942年8月24日除籍
17.スニェーク 、造船所№ 190、バルチック艦隊、1941年8月28日除籍
18.トゥーチャ、造船所№ 190、バルチック艦隊、1952年11月12日除籍
分解された船は鉄道と海路で北海と太平洋に運ばれ組み立てられた。
ウラガーン級哨戒艦はそのクラスの代表としてふさわしいものであることが証明された。主要な戦術的、技術的要素において劣ることはなく、武装の面では外国艦隊の同種の艦船より優れているとさえ言える。特に、第二次世界大戦前夜に近海の輸送船団を護衛するために建造されたイギリスのフラワー級コルベットを凌駕する性能を持っていた。これらの船は、ハサン湖事件で戦火の洗礼を受けた。冬戦争や第二次世界大戦で活躍した。大祖国戦争前夜、ウラガーン級哨戒艦は戦闘能力を高めるため、37ミリ砲1門と潜水艦探知用のポセイドンソナーを追加装備した。
大祖国戦争で18隻のウラガーン級哨戒艦がすべて実戦で活躍し、そのうちの1隻であるミチエーリは親衛隊の称号を授与された。

## スペック
ソビエト初の警備艦を設計するための作戦・戦術規約では、その任務を分隊監視、哨戒・偵察、潜水艦捜索・撃沈、防空、分隊高速掃海艦として、排水量400トン、武装：100mm砲×2、37mm砲×4、対空機銃1～3、魚雷1～3、掃海、トロールウィンチ、爆雷を要求した。
当初は、イギリスのビアードモア社製の軽快な高速ディーゼル船と同じよう警備艦が計画されていた。しかし、イギリスからの購入が困難であったこと、当時のソビエトのディーゼル技術では、高出力の船舶用ディーゼルを製造するのが困難だったことからディーゼルエンジンの様々な選択肢を検討した結果、入手できる低速ディーゼルでは重すぎること、またソビエト産業では適切な高速ディーゼルがまだ開発されていないことなどが判明した。高速には蒸気タービン、経済的な巡航にはディーゼルエンジンという混合動力のバリエーションは機関部がかなり複雑になる代償に対してメリットが少なすぎるため採用されなかった。最終的には赤軍海軍技術部長Н. Власьеваの提案により、武装の設計構成を若干変更した蒸気タービンで動く哨戒艦を建造することになった。
1926年11月、蒸気タービン警備艦の開発は、レニングラードの北方造船所技術室の専門家グループに託された。設計を担当したのは、若き造船技師ウラジーミル・アレクサンドロビッチ・ニキーチンである。経験不足、新規性、課題の複雑さなどから構造は複雑になった。まず、最も効率的な船体構造と船の主要寸法を決定するために、大規模な複合計算と実験が行われた。18種類の様々なモデルがテスト水槽でテストされた。主電源装置（MEP）の種類と主な特性についての疑問が根本的に解決された。ソ連船舶動力工学の創始者の一人であるA・スペランスキー技師を中心とするHEP設計者は、多くの問題を解決した。1926年から1928年にかけて、スペランスキーのグループは蒸気タービンの設置に関する独自の設計を行い、ソビエト造船の実践において初めて、ノビック級駆逐艦で採用されたプロペラ軸に直接接続された重くてかさばる低速タービンの代わりに、減速機を通してプロペラを回転させる軽量かつ経済的な高速蒸気タービンを適用した。主ボイラーは、船舶の推進に関する理論と実践の研究で知られるЭ. パプメルを中心とするボイラー製作者グループによって設計された。このプロジェクトの科学顧問を務めたのが、著名な熱工学者のЛ.ラムシンである。タービンに過熱蒸気を供給するため、船舶用水管式ボイラー（三角形）を開発し、過熱器付きで能力20トン/時、運転圧力21kgf/cm2、温度280℃（ノビック級駆逐艦では圧力17kgf/cm2の飽和蒸気のみを発生）の過熱蒸気を供給した。設計された船舶用発電装置は、約7kg/psと記録的な軽さで、信頼性も高いことが判明した。このソ連初の船舶用蒸気ボイラーの設計は成功し、後に建造された多くの水上艦に使用されることになった。特にソビエト初のプロジェクト1レニングラード級駆逐艦を始めその後のボイラー・タービン推進システムを持つソ連駆逐艦・巡洋艦の全てに採用された。
1927年6月、警備艦は総出力7,500psの2軸タービンを搭載し、速力29ノットで設計速度が承認され、第1次計画「プロジェクト2」で8隻が建造されることになった。

## デザインと武装
ウラガーン級はシャープな船体輪郭を持つ2階建て半露天艦橋の船型である。船体の強度や不沈性は、縦・横リベット方式、機関室・ボイラー室下の二重底、横方向の主水密隔壁による14の主要コンパートメントへの分割によって実現されている。隣接する2つのコンパートメントが浸水した場合でも、SCRは浮いたままで安定性を失わなかった。船体とその接合部をできるだけ軽量化するために、船体外板の板厚は腐食に耐える冗長性もなく、わずか4mmであった。船体の部品はすべて、腐食を防ぐために亜鉛メッキを施さなければならなかった。В. ニキーチンは、当時リベットを好む造船所や海軍の専門家の多くが信用しなかった船体溶接を、業界で初めて採用した造船所の1つである。ボイラーと主機（ボイラー・タービン・ボイラー・タービン）を4つの水密区画にエシュロン配置し、主蒸気パイプラインと電力ケーブルルートを横に並べ、いくつかの補助機構を二重化し、多くの先進的設計とエンジニアリングソリューションを実施することで生存性を確保した。

### 機関
総出力6,400馬力の蒸気タービン機関で、ソビエト造船で初めて2機のタービンを接続したターボギアユニットを採用し、それぞれ高圧8,400rpmと低圧4,200rpmの2つのタービンで構成されている。ターボギアユニット1基の設計出力はプロペラ軸回転数630rpmで3,750馬力だった。ターボギアユニットは左右のスクリューを回した。三角形（シャトロワ）型蒸気水管ボイラー、蒸気過熱器（過熱蒸気圧力21kgf/cm²）、蒸気タービン段ごとの蒸気ジェットエジェクターなどで構成されている。
対空兵器は、戦争を通じて改良を続けた。

### 武装
武装は102mm砲2門、当初は45mmと37mmの高射砲4門（後に45mm砲は37mm自動砲3門に換装）、12.7mm大口径機関砲3門、450mm3管魚雷艇1基、後の改修でБМБ-2型爆雷投射器2基を搭載した。最大50個の設置型機雷と30個の爆雷を搭載することができた（機雷の輸送、最大30個の大型船上CB機雷または最大48個のМ-26機雷も可能であった）。掃海用としてК-1パラバントロールを2セット使用した。
大祖国戦争の前夜、戦闘能力を高めるため、ウラガーン級哨戒艦に 37mm機関砲1門とポセイドンソナーを追加設置し、潜水艦を探知する戦闘能力を高めた。
1942年以降、一部の哨戒艦はオーバーホールと近代化のために102mm砲の代わりに100mm砲Б-24-БМが搭載された。終戦までにウラガーン、スミヤッチ、トゥーチャ、タイフーン、ヴィーフリなどが更新された。後半に建造されたスニェークとトゥーチャは最初から100mm砲Б-24-БМで運用されていた。

#### 対潜兵器
1個130kgの深度爆弾30個で構成されるように設計されている。1933年には、大型（Б-1、重さ165kg）と小型（М-1、重さ41kg）の爆雷が艦隊に配備された。警備艦には、大型が20個、小型が20個配備された。大型爆雷は艦橋付近のラックに小型爆雷は船尾のラックに収納された。
対潜兵器の構成は作戦地域によって様々であった。ドイツの潜水艦が黒海に出現したのは1943年で、艦船の主な敵は航空であった。そのため、1942年にはシュクヴァルとストームは爆雷を撤去して対空兵器を設置し、爆弾の数も大型10発、小型同数程度に減らされた。
1943年の終わりには警備艦はすでに大型爆雷34個と小型爆雷20個を搭載していた。輸送船団の護衛を主な任務とする北海巡視船は、大型20個と小型36個、太平洋に配備されたミチエーリとビオーガは大型30個と小型20個を搭載し、爆雷の搭載数を増やした。
戦後のウラガーン級の使用期間に、ソナーおよびレーダーステーションが追加で設置された。

## 造船計画
1927年8月13日、北部造船所で第1シリーズのウラガーン級と同型の警備艦5隻の起工式が行われた。1927年10月末、黒海用の同型の警備艦2隻がニコラエフで起工された。ウラガーンは1929年8月1日に完成して10月1日に就航する予定であった。しかし、主力艦の建造中に重大かつ不可避な困難が生じたため、当初の期限は1928年4月1日に延期され、ウラガーン級の技術的準備度はわずか5％であった。1928年10月1日までにウラガーン級の技術的な準備態勢は20％に達していた。特に、建設は海外からの納入に依存するようになり、その納入が大幅に中断したり遅れたりした。チェコスロバキアで最初に船用タービンが製造されたのは、1930年半ばのことである。マフェイ社は、様々な口実をつけて、1930年末までにタービンブレードの生産と納入、およびその生産用設備のソ連企業への移管を遅らせた。その結果、同社との契約を打ち切り、ソ連にタービンブレードの生産を立ち上げる緊急措置が取られたが、造船所は深刻な人手不足で混乱が続いていた。非鉄や鉄の鋳造、船体部品の亜鉛メッキ技術の習得、船体構造の溶接などに苦労した。最初の警備艦の建設は、Судотреста（1930年以降、造船所）の経営陣が船隊注文の遂行に適切な注意と統制を払わなかったために複雑なものとなった。1929年2月4日付の労使協議会の決議により、一番艦「ウラガーン」は1930年5月1日に引き渡されることになった。しかし、実際にはウラガーンの機関部の組み立てが完了したのは1930年8月のことであり、すぐに試験が行われた。

## 受け入れテストと運用
艤装中のウラガーンの最初の指揮官はИ.カルポフが務めた。受入テストが始まる頃には、後に新造船のテストパイロットとして有名になるГ. ヴィーゼルが後を継いでいた。最初のСКРの受け入れ委員会は海軍士官のА. ベックマンが委員長を務めていた。
1930年9月26日、「ウラガーン」は初めてテストに出かけ、約2ヵ月間のテストが行われた。船体が重くなったこと、積載重量の計算が不正確だったため、ウラガーンは設計上の排水量が400トンに対して実際の排水量は465.3トンであった。全長71.5m、全幅7.4m、喫水2.3mで、総排水量610t、メインボイラーを強化したことで、試験中の推進装置は最高出力7040馬力、プロペラ回転数593.5rpmを発揮し、ウラガーンの最高速度は26ノット（設計時は29ノット）に達した。経済速度14ノットで航続距離は最大1,200マイルに達した。
この試験で、主船の設計上の欠陥や一部の機構の不具合（船体振動の増大、スラストベアリングの過熱、操舵装置の不安定な動作、タービンブレードの破壊、メインタービンの蒸気オーバーシュート）が多数発見された。ウラガーンの納入に際しては、産業界と海軍の専門家の共同作業により、指摘されたいくつかの欠陥が、乗組員の積極的な参加を得て解消された。特に受入テストでは、主な故障はブレードが破損したメインタービンのみに関連するものでした。ブレードの不具合の原因究明は、今後につながる貴重な実務経験となった。タービン運転中、各ブレードは張力のある糸のように独自の振動数を持つが、それらは衝撃力の影響を受け、MHAの運転モード（船のストローク上）に応じて、広い範囲で振動数の変化が生じる。ブレードが外乱力と共振するパラメータを決定することは現実的に不可能であった。その結果、実験的に針金の包帯を選び、刃の間に通し、あるところは刃にはんだ付けし、あるところは刃の穴から自由に通した。ブレードは5〜6本ずつ束ねられたパッケージになっていた。ブレードの束が共振して強く振動し始めると、振動しているブレードに針金包帯を押し当てて振動を減衰させる役割を果たした。この経験により、その後の同型船の生産において、タービンブレードの振動による不具合をなくすことができた。
1930年12月9日、РККА海軍軍司令官ロムアルド・ムクレビッチの決定により、ウラガーンは条件付きで受け入れられ、12月16日に正式にバルト海海軍軍に編入されることになった。
1931年、造船所はネームシップ「ウラガーン」の受入試験結果の報告書で指摘された欠陥を基本的に解消した。推進力を高めたプロペラを装着して警備艦の最高速度を上げようとしても、その成果は得られなかった。試験の結果、ウラガーンの船型は安定性が高すぎるため、荒れた海では非常に速い揺れが発生することが判明した。
ネームシップの建造と試験の経験をもとに、量産型警備艦の設計に変更が加えられた。
経験豊富な海軍科学者や専門家であるI.ギルス、P.ラブロフ、A.ズクシベルト、A.シェルショフ、Y.シマンスキーらは、ソビエト初の警備艦の建設と試運転に関する組織的・技術的問題の解決に多くの実際的支援を提供した。

## 近代化
戦時中の警備艦には、レンドリース条約で供与されたエリコン20mm機関砲とブローニング機関銃が装備されていた。仰角85度、水平到達距離7km、垂直到達距離4km。連装のブローニング機関銃は水冷式銃身を装備していた。
対空兵器は戦争中も改良が続けられ、1943年にソビエト海軍の艦艇の防空システムに関する新しい基準が承認された。TFR タイプの「ウラガーン」には、37mm機関砲3門と12.7mm機関砲6門が搭載される予定だった。1943年のウラガーンは21-КМを2機、37mm自動砲70-Кを3門（爆雷投射器を撤去した代償として）、DShK38重機関銃を2機、ブローニング機関銃を1機搭載していた。
1944年のトゥーチャは3基のDShK38重機関銃と3基の連装ブローニング機関銃で合計9門の12.7mm重機関銃で武装していた。
1945年に太平洋艦隊所属のブーリャは1基のDShK38重機関銃の代わりにエリコン アサルトライフルが搭載された。
戦争末期にはDShK38重機関銃とブローニング機関銃は連装のDShK38重機関銃に置き換えられた。

## リファレンス
1. ↑  Балабин В. Первенец советского кораблестроения. // Морской сборник. — 1990. — № 12. — С.53—55.
2. ↑  Общая оценка проекта. Сторожевые корабли типа «Ураган». А. Б. Морин А. А. Чернышев. М.: «Моделист-констуктор», «Морская коллекция» № 4, 2005
3. 1 2 3 4 5  Строительство и испытания. Сторожевые корабли типа «Ураган». А. Б. Морин А. А. Чернышев. М.: «Моделист-конструктор», «Морская коллекция» № 4, 2005
4. 1 2 3 4  Корпус. Сторожевые корабли типа «Ураган». А. Б. Морин А. А. Чернышев. М.: «Моделист-констуктор», «Морская коллекция» № 4, 2005
5. ↑   Общая оценка проекта. Сторожевые корабли типа «Ураган». А. Б. Морин А. А. Чернышев. М.: «Моделист-констуктор», «Морская коллекция» № 4, 2005
6. ↑  Сторожевые корабли типа «Ураган» в бою 1941—1945 . А. Б. Морин А. А. Чернышев. М.: «Моделист-констуктор», «Морская коллекция» № 5, 2005
7. ↑  История проектирования. Сторожевые корабли типа «Ураган». А. Б. Морин А. А. Чернышев. М.: «Моделист-констуктор», «Морская коллекция» № 4, 2005
8. ↑  Главная энергетическая установка. Сторожевые корабли типа «Ураган». А. Б. Морин А. А. Чернышев. М.: «Моделист-констуктор», «Морская коллекция» № 4, 2005
9. ↑  Более подробно об этом рассказывает статья историка В. В. Ярового Еще раз о сторожевых кораблях типа «Ураган» アーカイブ 2008年2月11日 - ウェイバックマシン
10. ↑  Навигационные системы и средства связи. Сторожевые корабли типа «Ураган». А. Б. Морин А. А. Чернышев. М.: «Моделист-констуктор», «Морская коллекция» № 4, 2005
11. ↑  Вооружение. Сторожевые корабли типа «Ураган». А. Б. Морин А. А. Чернышев. М.: «Моделист-констуктор», «Морская коллекция» № 4, 2005